# The Take a Knee Game
Take a Knee Game è il nome con cui i tifosi dei Minnesota Vikings chiamarono l'incontro di football americano valevole per l'NFC Championship Game della stagione NFL 1998, disputatosi il 17 gennaio 1999 a Minneapolis, nello Stato del Minnesota (Stati Uniti d'America), tra i Minnesota Vikings padroni di casa e gli ospiti Atlanta Falcons. Il match deve tale nome alla criticata decisione dell'allora allenatore capo dei Vikings, Dennis Green, che optò per inginocchiarsi (in inglese per l'appunto Take a Knee) in situazione di terzo down quando mancavano soltanto 30" al termine dell'incontro.

## Premesse
La stagione NFL del 1998 fu letteralmente dominata dai Minnesota Vikings che divennero l'allora sola 3a franchigia nella storia dell'NFL capace di chiudere la stagione regolare con un record di 15-1-0. Essi potevano godere di un attacco diretto dal quarterback Randall Cunningham che aveva nel running back Robert Smith e nei wide receiver Cris Carter e Randy Moss le principali frecce al proprio arco che permise a Minnesota di stabilire l'allora record NFL di ben 556 punti messi a segno in stagione regolare (una media di 34,75 a partita) e di superare il precedente record di 541 punti stabilito dai Washington Redskins nel 1983. Gli Atlanta Falcons dal canto loro non avevano fatto poi tanto peggio in stagione regolare, tanto che dominarono e vinsero l'NFC West Division con un altro eccellente record di poco inferiore a quello dei Vikings: 14-2-0 ed avevano nel running back Jamal Anderson la loro principale arma d'attacco capace di guidare quell'anno la NFC in yard totali corse e ricevute (2165) e di contribuire sensibilmente nel rendere l'attacco di Atlanta primo nella NFL per tempo di possesso palla (33'10" in media a partita). Allo scontro diretto, valevole per il titolo di campioni dell'NFC, le due squadre arrivavano tuttavia con due percorsi diversi: i Vikings infatti ebbero facilmente ragione degli Arizona Cardinals in un match dominato in lungo ed in largo e chiuso sul punteggio di 21-41, i Falcons invece dovettero tenere a bada la rimonta finale dei San Francisco 49ers bravi nel portarsi a soli 2 punti sul finire del 4° quarto ma incapaci di andare oltre e completare la rimonta. Ciò spiega come alla vigilia dell'incontro i Vikings partivano con i chiari favori del pronostico che vedeva invece nei Falcons (prima squadra a chiudere la stagione regolare con un 14-2-0 a non ospitare la finale di Conference) gli underdog, dati a 11 dagli scommettitori.

## La partita

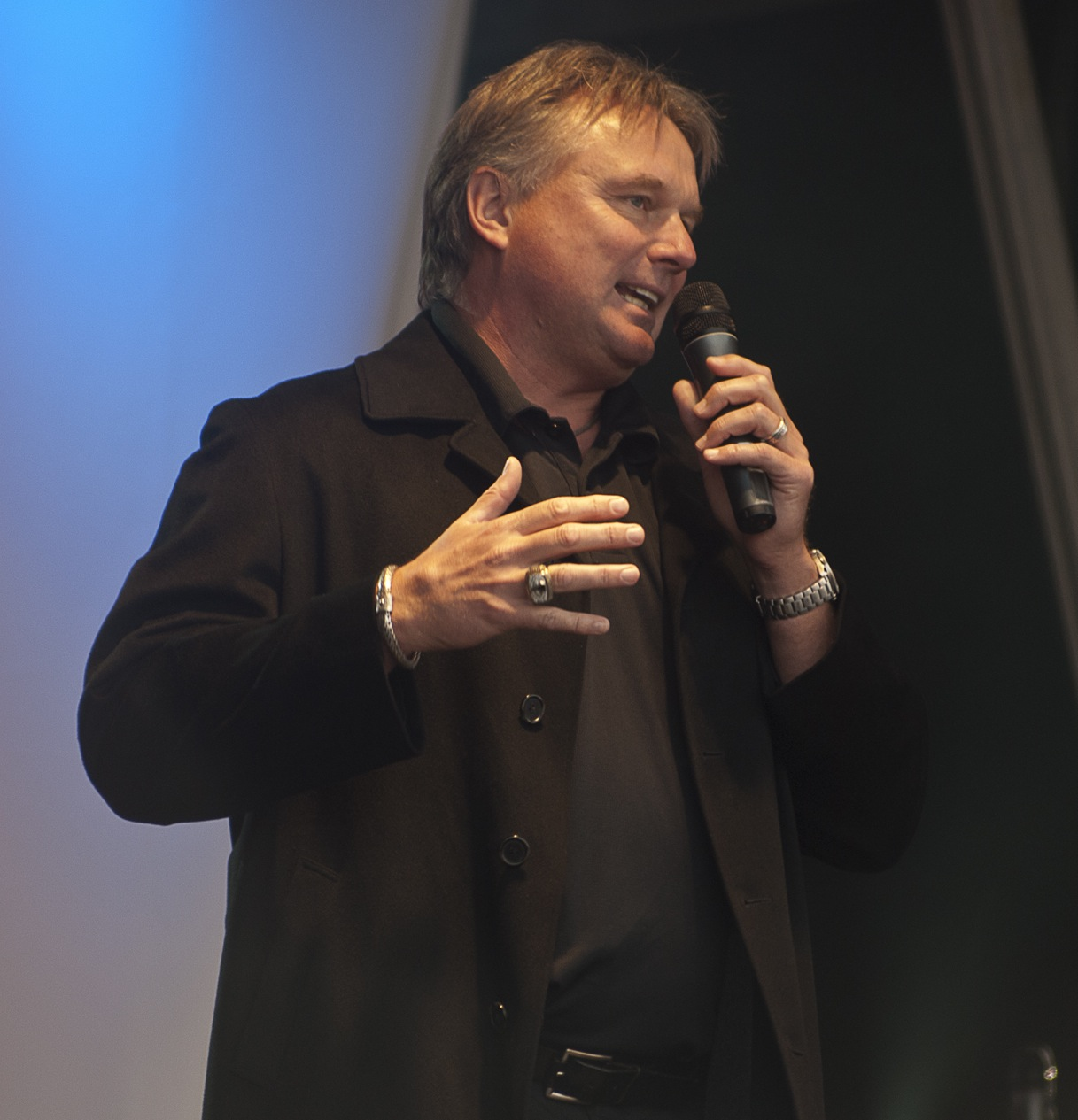
Morten Andersen, autore del field goal decisivo

Primi ad andare a segno furono i Falcons che, partiti col kickoff, dopo poco più di 5' andarono in vantaggio con un touchdown messo a segno da Anderson su passaggio da 5 yard del quarterback Chris Chandler. I Vikings dal canto loro risposero subito a 5'33" dal termine del quarto con un touchdown messo a segno da Moss su passaggio da 31 yard di Cunningham.

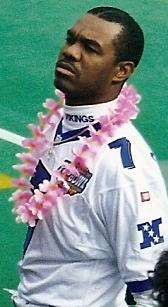
Randall Cunningham si inginocchiò nell'ultimo drive del match

 Nel 2° quarto i Vikings presero il largo andando a segno tre volte di fila: la prima con un field goal realizzato dal kicker Gary Anderson dopo poco più di 5 minuti dall'inizio del quarto a seguito di un fumble recuperato dalla guardia Randall McDaniel all'altezza delle proprie 40 yard, la seconda direttamente con Cunningham che realizzò un touchdown su corsa da 1 yard a 5'53" dal termine grazie ad un fumble ritornato da 9 yard dello strong safety Robert Griffith e la terza nuovamente con Anderson che realizzò il secondo field goal della partita a -2'45". A quel punto i Vikings erano saldamente davanti con un parziale di 7-20 e sembravano per giunta non volersi più fermare, tanto che a 1'17" dal termine della prima metà di gioco recuperarono l'ovale all'altezza delle loro 18 yard, ma, invece che tentare una corsa visto anche il tempo che incalzava, Cunningham tentò due passaggi. Al terzo down il defensive end di Atlanta, Chuck Smith, forzò un fumble e la palla che venne recuperata dal compagno Travis Hall all'altezza delle 14 yard di Minnesota. Nella giocata successiva Chandler effettuò un passaggio da 14 yard per il wide receiver Terance Mathis quando oramai mancavano soli 49", riportando in partita Atlanta che fino a pochi secondi prima aveva rischiato fortemente di veder svanire anzitempo i propri sogni di Super Bowl.
Il 3° quarto fu avaro di giocate significative ma vide l'entrata in scena del kicker di Atlanta, Morten Andersen, che con un field goal da 27 yard ricucì ulteriormente il gap che separava gli ospiti dai padroni di casa: la partita era ora sul 17-20 a favore dei Vikings. Entrati nel 4º ed ultimo quarto i Vikings riuscirono subito ad andare a touchdown con il wide receiver Matthew Hatchette su passaggio da 5 yard di Cunningham riportando nuovamente a 10 punti il distacco dai Falcons. Ma questi ultimi, a 11'02" dal termine dell'incontro, riuscirono nuovamente ad andare a segno con un field goal da 24 yard trasformato da Mortensen dopo che Chandler aveva permesso ai suoi di avanzare con un passaggio da 70 yard verso Mathis. Dopo un drive fallito a testa per le due squadre, quando mancavano solamente 2'07" al termine dell'incontro, Anderson, che aveva in quella stagione realizzato una perfect season stabilendo i record NFL di 35 field goal segnati su 35 tentativi e di 59 punti addizionali su 59, incredibilmente fallì il tentativo di field goal da 38 yard (calciando circa 15 centimetri largo a sinistra) impedendo di fatto a Minnesota di blindare il risultato e nel contempo regalando ad Atlanta fiducia in una pur sempre difficile rimonta. Rimonta che alla fine avvenne nel possesso successivo quando, in un drive da 8 giocate per 71 yard, Chandler riuscì a mandare a touchdown Mathis con un passaggio da 16 yard. Infine, nell'ultima giocata del tempo regolamentare, la controversa decisione di Green: la partita è in situazione di terzo down e mancano solo 30" al termine e Minnesota, sulla propria linea delle 30 yard, ha ancora due timeout mentre Atlanta ha esaurito i suoi. In barba a tutto ciò ed in barba al fatto che i Vikings possono sempre contare su uno degli attacchi più esplosivi nella storia della NFL e potrebbero arrivare a tentare un ultimo tentativo di field goal, Green ordina a Cunningham di inginocchiarsi con la speranza di ottenere il kickoff al lancio della monetina in overtime.

### L'overtime
Nell'overtime, al lancio della monetina, Atlanta scelse croce mentre il destino fece uscire testa regalando così ai Vikings l'occasione di chiudere subito la partita. Ma i Vikings nei due possessi successivi non riuscirono a guadagnare campo, ponendo di fatto fine alla partita di Cunningham che chiuse il match con 29 completi su 48 tentativi per 266 yard, e ricorsero ad un punt di 52 yard che Mitch Berger spedì all'altezza delle 9 yard dei Falcons. Da lì Chandler, con un drive da 70 yard per 10 giocate, portò Atlanta ad una distanza utile perché Andersen tentasse il field goal da 38 yard che di fatto pose termine all'incontro quando mancavano 3'08" al termine dell'overtime.

## Tabellino
| Arbitro: | Walt Coleman |

| |            | |
| Chris Chandler QB Jamal Anderson RB Tony Martin WR Terance Mathis WR Brian Kozlowski TE O.J. Santiago TE Bob Whitfield LT Calvin Collins LG Robbie Tobeck C Gene Williams RG Ephraim Salaam RT Lester Archambeau LDE Travis Hall LDT Shane Dronett RDT Chuck Smith RDE Cornelius Bennett LLB Jessie Tuggle MLB Henri Crockett RLB Ray Buchanan LCB Michael Booker RCB William White SS Eugene Robinson FS | Formazioni | QB Randall Cunningham RB Robert Smith WR Cris Carter WR Randy Moss TE Greg DeLong TE Hunter Goodwin LT Todd Steussie LG Randall McDaniel C Jeff Christy RG David Dixon RT Korey Stringer LDE Derrick L. Alexander LDT Jerry Ball RDT Tony Williams RDE John Randle LLB Dixon Edwards MLB Ed McDaniel RLB Dwayne Rudd LCB Corey Fuller RCB Jimmy Hitchcock SS Robert Griffith FS Orlando Thomas |
| Dan Reeves | Allenatori | Dennis Green |